# Grimmia gracilis
Grimmia gracilis är en bladmossart som först beskrevs av Stirton, och fick sitt nu gällande namn av Hugh Neville Dixon 1923. Grimmia gracilis ingår i släktet grimmior, och familjen Grimmiaceae. Inga underarter finns listade i Catalogue of Life.